# Юліус Вінценц фон Кромбхольц
Юліус Вінценц фон Кромбхольц (нім. Julius Vincenz von Krombholz; 1782—1843) — німецький (чеський) лікар та міколог.

## Біографія

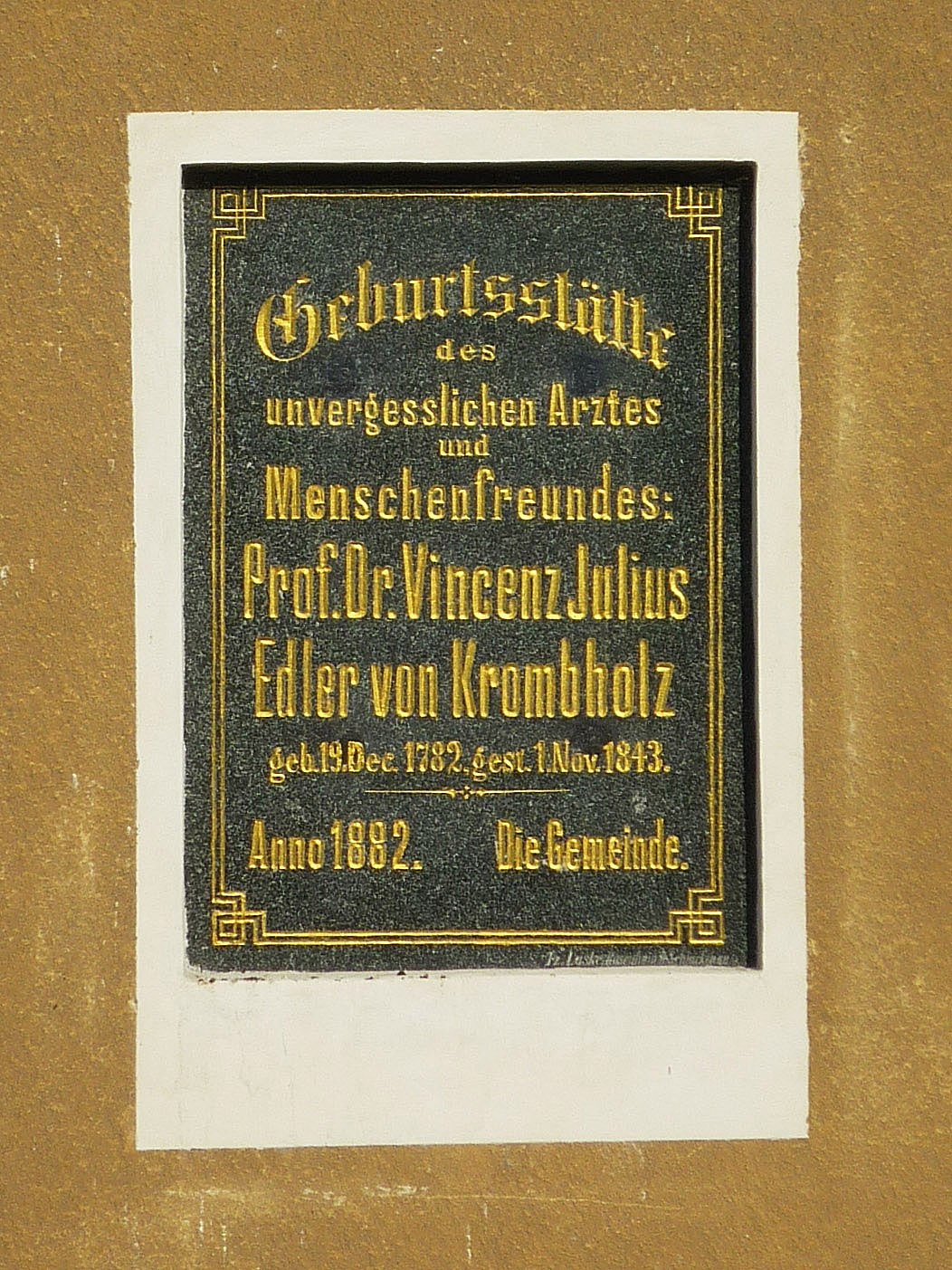
Меморіальна дошка на його батьківщині в Оберполіц

Юліус Вінценц фон Кромбхольц народився 19 грудня 1782 року в місті Оберполіц у Священній Римській імперії (нині — Горні Поліце, Чехія) . У 1803 році поступив на медичний факультет Карлового університету у Празі. З 1811 до 1814 року він працював прозектором в Анатомічному інституті. У 1814 році йому було присвоєно ступінь доктора, також він став професором теоретичної хірургії. У 1820 році Кромбхольц був призначений професором патології та медицини Карлового університету. З 1825 до 1836 року Кромбхольц працював у Празькому медичному училищі. Під час епідемії холери 1831 року він був директором кількох госпіталів. У тому ж році Кромбхольц був призначений ректором Карлового університету. Згодом Юліус Вінценц зацікавився мікологією. Його робота Naturgetreue Abbildungen und Beschreibungen der Schwämme, що видавалася з 1831 року, була першим атласом, що описує гриби сучасної Чехії. Юліус фон Кромбхольц помер 2 листопада (за іншими даними — 1 листопада) 1843 року в Празі. Останні три томи Атласу були видані Йоганном Цобелем (1821—1865) вже після смерті Кромбхольца.

## Окремі наукові праці
- Krombholz, J.V. von Conspectus fungorum esculentorum. ed. 1, 1820 — 38 pp., ed. 2, 1821 — 40 pp.
- Krombholz, J.V. von Naturgetreue Abbildungen und Berschreibungen der Schwämme. 10 pts., 1831—1846.
- General-Rapport über die asiatische Cholera zu Prag im Jahre 1831 und 1832 nach den in den Choleraspitälern gewonnenen Erfahrungen, 1836.[5]

## Роди та деякі види грибів, названі на честь Ю.В.Кромбхольца
- Krombholzia Rupr. ex E.Fourn., 1876 [syn.  Zeugites P.Browne, 1756][6]
- Krombholzia P.Karst., 1881, nom. illeg. [syn.  Leccinum Gray, 1821]
- Krombholziella Maire, 1937, nom. nov. [syn.  Leccinum Gray, 1821]
- Cortinarius krombholzii Fr., 1874, nom. nov.
- Verpa krombholzii Corda, 1828

## Ілюстрації з книги Ю. В. Кромбхольца Naturgetreue Abbildungen und Berschreibungen der Schwämme

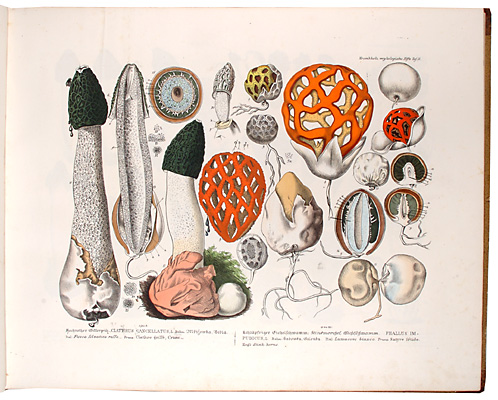
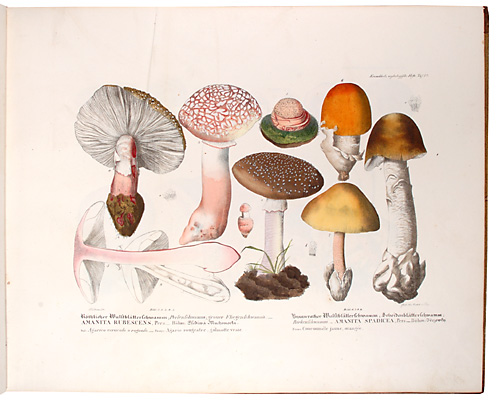
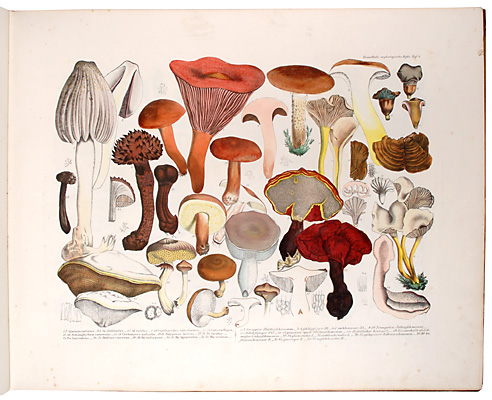
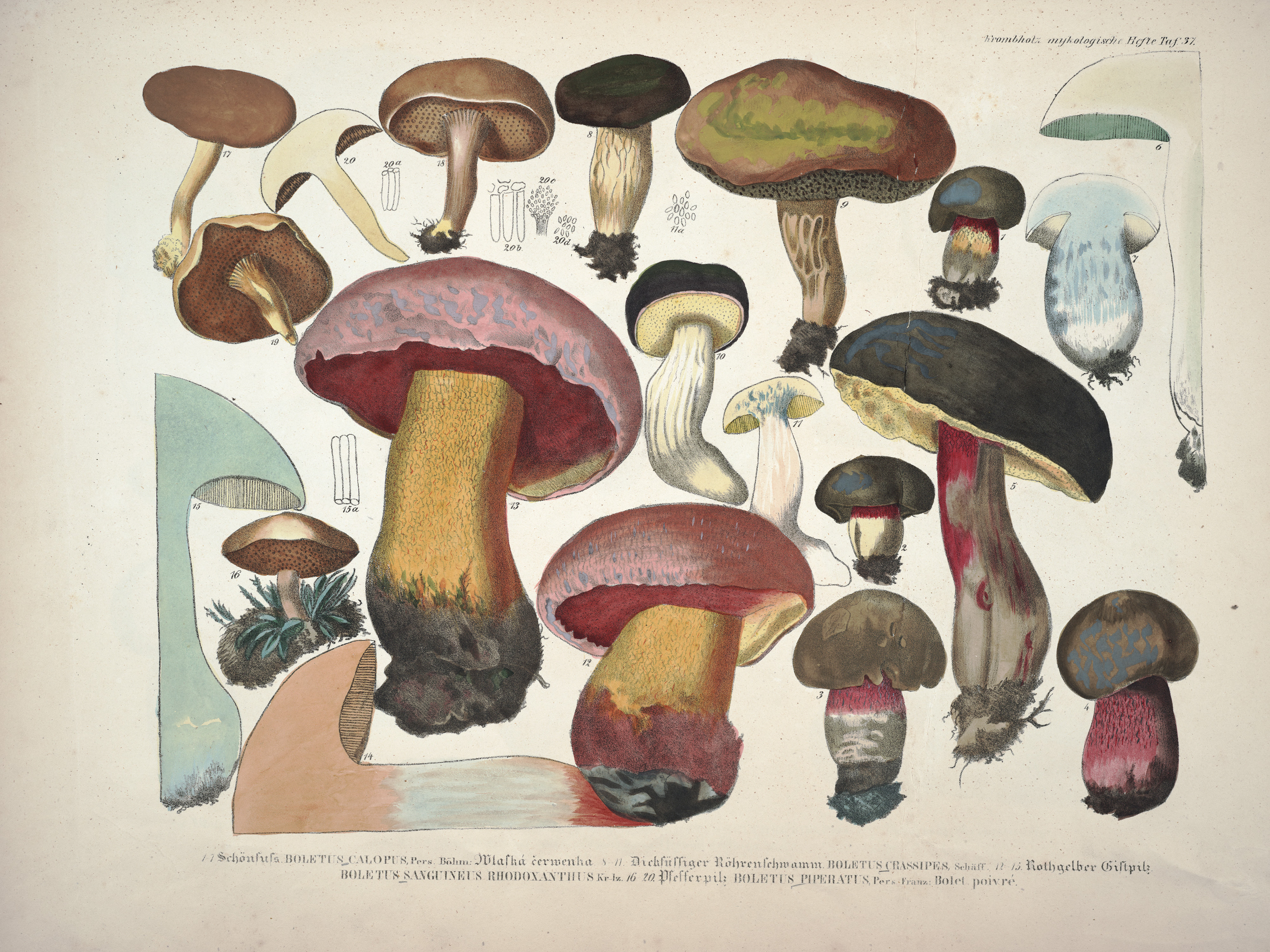
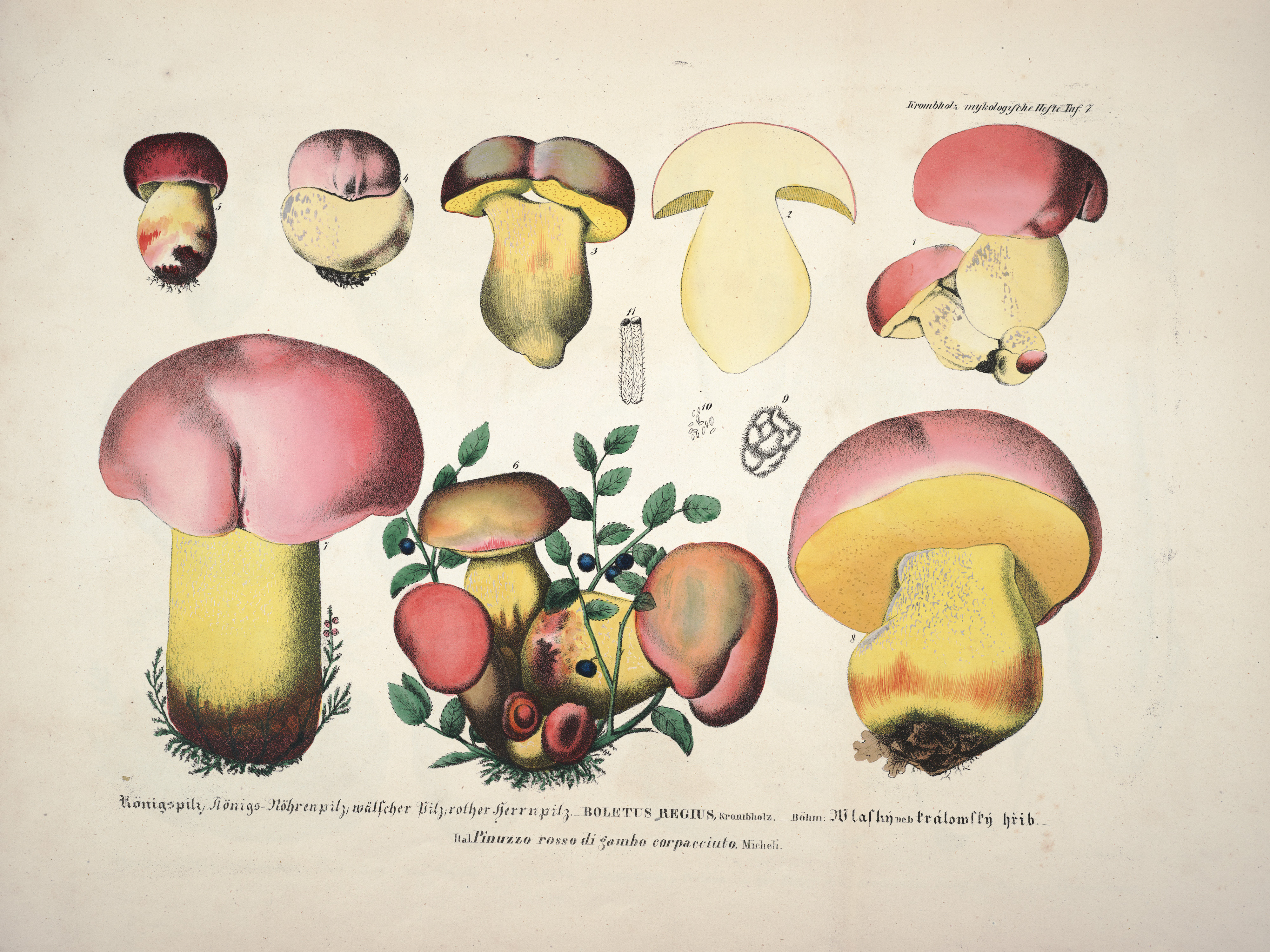